# 格伦·汤普森
小格伦·威廉·“GT”·汤普森（英語：Glenn William "GT" Thompson Jr.，1959年7月27日—）是美国政治人物，自2019年起担任宾夕法尼亚州第15国会选区的美国众议员。2008年首次当选国会议员，代表该州第5国会选区；2018年选举中，根据宾夕法尼亚州最高法院的命令，汤普森被重新划分到第15国会选区。，2023年成為美国众议院农业委员会主席。

## 外部連結
- 维基共享资源上的相關多媒體資源：格伦·汤普森
- Congressman Glenn Thompson （页面存档备份，存于） official U.S. House website
- Friends of Glenn Thompson （页面存档备份，存于） campaign website
- 中的“Glenn Thompson”
- C-SPAN內的頁面（英文）
- 美國國會國家人物傳記大辭典中的傳記
- 由華盛頓郵報維護的投票記錄
- 智慧投票计划中的傳記、投票紀錄及利益集團評級
- 聯邦選舉委員會中的競選財務報告和數據